# Магомадов, Чингиз Турпал-Элиевич
Чингиз Турпал-Элиевич Магомадов (1 августа 1998, Курчалой, Чечня, Россия) — российский футболист, полузащитник клуба «Велес».

## Биография
С сезона 2015/16 — в составе грозненского «Терека»/«Ахмата». В молодёжном первенстве в сезонах 2015/16 — 2018/19 провёл 82 матча, забил четыре гола. В конце мая 2016 года сыграл два матча в первенстве ПФЛ за «Терек-2». В сезоне 2017/18 на правах аренды выступал за «Спартак-Нальчик». В январе 2019 перешёл в «Урал», стал выступать за «Урал-2» в ПФЛ. В официальном матче за «Урал» дебютировал 25 сентября 2019 года в гостевой игре 1/16 Кубка России против «Черноморца» (2:0). В полуфинальном домашнем матче против «Химок» (1:3) вышел на 82-й минуте. Через три дня дебютировал в премьер-лиге, отыграв полный домашний матч 30-го тура против «Локомотива» (0:1).